# ヌマヨコクビガメ
ヌマヨコクビガメ（Pelomedusa subrufa）は、爬虫綱カメ目アフリカヨコクビガメ科ヌマヨコクビガメ属に分類されるカメ。本種のみでヌマヨコクビガメ属を構成する。ヌマヨコクビガメ属はアフリカヨコクビガメ科の模式属。

## 分布
アフリカ大陸、イエメン、サウジアラビア、マダガスカル
曲頸亜目で唯一ユーラシア大陸にも分布する。
P. s. subrufa アフリカヌマヨコクビガメ
アンゴラ、ウガンダ、ガーナ、ガボン、カメルーン南部、ケニア、コンゴ共和国、コンゴ民主共和国、ザンビア、ジンバブエ、スーダン南部、エスワティニ、赤道ギニア、ソマリア、タンザニア、トーゴ、ナイジェリア南部、ナミビア、ブルンジ、ベナン、ボツワナ、マダガスカル南部および西部、マラウイ、南アフリカ共和国北部および西部、モザンビーク、ルワンダ
模式標本の産地（模式産地）は喜望峰（南アフリカ共和国）とマダガスカルの2説がある。
P. s. nigra クロヌマヨコクビガメ
南アフリカ共和国（クワズール・ナタール州、東ケープ州、フリーステイト州）固有亜種
P. s. olivacea エリトリアヌマヨコクビガメ
イエメン西部、エチオピア、エリトリア、カメルーン、ガンビア、ギニア、ギニアビサウ、コートジボワール、サウジアラビア南西部、シエラレオネ、ジブチ、スーダン、セネガル、中央アフリカ共和国、ナイジェリア北部、ブルキナファソ、マリ共和国南部、リベリア
模式産地はセネガル。

## 形態
最大甲長32.5センチメートル。メスよりもオスの方がやや大型になり、メスは最大甲長29.3センチメートル。背甲はやや扁平で、上から見ると楕円形。背甲の頂部は平坦か、やや凹む。椎甲板は第1椎甲板が最も大型で幅が広い。第2-4椎甲板にあまり発達しない筋状の隆起（キール）が入るが、老齢個体では消失することもある。
腹甲はやや大型。胸甲板と腹甲板の継ぎ目に蝶番が無いため、前部の腹甲（前葉）を折り曲げることができない。胸骨板と腹骨板の間にある骨甲板（中骨板、間腹骨板）は左右の2枚が接しない。胸骨板と腹骨板は接する。種小名は「腹が赤い、下側が赤い」の意。
頭部はやや大型かつ、やや扁平。喉には小さい髭状突起が2本ある。頭部背面や側頭部の色彩は褐色や暗黄色で、不規則な暗色斑や斑点が入る個体が多い。頭部腹面の色彩は淡黄色や黄褐色。四肢は頑丈で、指趾には水掻きが発達する。頸部や四肢、尾の色彩は背面が褐色や灰褐色で、腹面は灰色や黄褐色。
卵は直径2.5-4センチメートルの球形で、殻は弾力のある皮革状。卵は乾燥すると粉末状になる分泌物で覆われ、この粉末は水やアリなどの捕食性の昆虫から身を守る効果がある。幼体は後部縁甲板が弱く鋸状に尖る個体もいるが、成長に伴い消失する。
オスの成体は尾が太くて長く、尾をまっすぐに伸ばした状態では総排泄口全体が背甲の外側に位置する。幼体やメスの成体は尾が細いうえに短く、尾をまっすぐに伸ばしても総排泄口の大部分が背甲よりも内側にある。
P. s. subrufa アフリカヌマヨコクビガメ
最大甲長約20センチメートル。背甲の色彩は褐色や暗褐色。左右の胸甲板が中央で接する個体が多い。腹甲の色彩は黄色や黄褐色、淡黄色で、不規則な暗色斑が入る個体が多い。
P. s. nigra クロヌマヨコクビガメ
最大亜種。背甲の色彩は黒や黒褐色。亜種小名nigraは「黒い」の意。左右の胸甲板が中央で接する。腹甲の色彩は黒や黒褐色。
P. s. olivacea エリトリアヌマヨコクビガメ
背甲の色彩は暗黄色や灰褐色。亜種小名olivaceaは「オリーブ色の」の意。左右の胸甲板が中央で接しない。腹甲の色彩は暗褐色や褐色で、甲板の継ぎ目（シーム）周辺は黄褐色や緑褐色。

## 分類
3亜種に分かれるとされる。一方で分布域の境目が不明瞭なこと、識別形態に該当しない個体が少なくない事（左右の胸甲板が中央で接することの有無）、地域変異が大きいことなどから亜種の有効性を疑問視する説もある。
- Pelomedusa subrufa subrufa (Lacepede, 1788) アフリカヌマヨコクビガメ Common African helmeted turtle
- Pelomedusa subrufa nigra (Schweigger, 1812) クロヌマヨコクビガメ Black helmeted turtle
- Pelomedusa subrufa olivacea Gray, 1863 エリトリアヌマヨコクビガメ North African helmeted turtle

## 生態
標高3,100メートル以下にあるサバンナなどの開けた環境にある小規模な池沼、湿原、水溜りなどに生息する。河川の本流や大規模な水場、森林内の水場に生息する事はまれ。昼間も活動するが、乾季になると夜行性傾向が強くなる。温帯域や亜熱帯域に分布する個体群は日光浴を好むが、気温の高い熱帯域に分布する個体群は日光浴を行う事はまれ。乾季に水が干上がるような環境に生息することも多く、乾季になると泥の中に潜り休眠する。雨期になると降雨時や夜間に陸伝いに別の水場へ移動することもある。温帯域に分布する個体群は冬季になると、地面や堆積した落ち葉に穴を掘り冬眠する。危険を感じると、四肢の基部にある臭腺から匂いを出す防御行動を取る。
食性はほぼ動物食で、昆虫、甲殻類、魚類、両生類、小型爬虫類、小型哺乳類、動物の死骸などを食べる、果実を食べることもある。鳥類を水中に引きずり込み集団で捕食したり、水浴びに来たクロサイやシロサイに付着した外部寄生虫を食べることもある。
繁殖形態は卵生。熱帯域に分布する個体群は雨季に、温帯域や亜熱帯域に分布する個体は春から初夏にかけて交尾を行う。熱帯域に分布する個体群は雨季の終わりに、温帯域や亜熱帯域に分布する個体は晩春から初夏にかけて産卵を行う。水場から離れた乾燥した場所に10-17センチメートルの穴を掘り、1回に最大42個（平均10-30個）の卵を産む。卵は75-90日で孵化する。発生時の温度により雌雄が決定（温度依存性決定）する。発生時の温度がある一定の温度だとオスが、その温度より高温や低温の場合メスになる。

## 人間との関係
ペットとして飼育されることもあり、日本にも輸入されている。主にガーナやトーゴ、ベナンから基亜種の野生個体が流通するが、飼育下繁殖個体も少数流通する。丈夫であまり大型化しないことから、曲頸亜目のみならず水棲ガメの飼育入門種として紹介されることもある。 アクアテラリウムで飼育する。水深は甲長以上（体調不良の個体や浅い水深で長期間飼育されていた個体はこの限りではない）にし、泳ぎ回れるスペースを用意する。代謝が高く水が汚れやすいため、雑菌の温床となったりメンテナンスが困難になるなどの理由から底砂は敷かない方が良い。流木やレンガ、市販の水棲カメ専用のプラスチック製の浮島などで広いスペースの陸地を用意し、屋内で飼育する場合は局所的で水に強い暖房器具などで皮膚や甲羅を乾かすことのできる環境を作る。飼育下では配合飼料にも餌付く。協調性は悪く昼夜を問わずに動き回り、目の前で動くものを餌だと思い噛みつく。そのため基本的には単独で飼育する。